# 케이시 머스그레이브스
케이시 머스그레이브스(Kacey Musgraves, 1988년 8월 21일 ~ )는 미국의 컨트리 음악가이다. 2007년, USA 네트워크 방송사 음악 경연 프로그램 《내슈빌 스타》 시즌 5에에 참가해 최종 7위를 했다. 제56회 그래미상 시상식에서 앨범 Same Trailer Different Park 로 올해의 컨트리 앨범상을, "Mama's Broken Heart"로 올해의 컨트리 노래상을 수상했다. 제61회 그래미상 시상식에서 앨범 Golden Hour를 통해 올해의 앨범상, 올해의 컨트리 앨범상을 수상했다.

## 음반 목록
- Same Trailer Different Park (2013)
- Pageant Material (2015)
- A Very Kacey Christmas (2016)
- Golden Hour (2018)
- Star-Crossed (2021)

## 출연 작품

### 영화
- 아야와 마녀 (2020) - 아야의 엄마 (목소리)